# Doctor Cirilo Solalinde
Doctor Cirilo Solalinde (también conocido como Cruce Solalinde o Cruce a Chaidi) es una pequeña localidad paraguaya del Departamento de Alto Paraguay ubicada en el kilómetro 192 de la ruta PY15 "Bioceánica", a unos 522 km de Asunción.
En la actualidad la localidad tiene unos 30 habitantes y forma parte del municipio de Puerto Casado, ubicado a unos 170 km de distancia.

## Toponimia
Recibe su nombre en honor a Cirilo Solalinde (1832 - 1923), destacado médico, militar y político paraguayo que combatió en la Guerra de la Triple Alianza, llegando hasta el final en Cerro Corá, donde cayó como prisionero de guerra. Es recordado por haber sido el médico personal del mariscal López y por haber salvado numerosas vidas durante el conflicto. En la posguerra se dedicó a la política y a la medicina. Fue uno de los fundadores de la Asociación Rural del Paraguay en 1885 y del Partido Liberal en 1887.
Su otro nombre de Cruce a Chaidi es debido a que la localidad se encuentra en el desvío de tierra que va a la Comunidad Indígena Chaidi, ubicada a 32 km de distancia.